# Football Club de Sion
El Football Club de Sion o FC Sion és un club suís de futbol de la ciutat de Sion.

## Palmarès
- 2 Lligues de Suïssa: 1992, 1997
- 11 Copes de Suïssa: 1965, 1974, 1980, 1982, 1986, 1991, 1995, 1996, 1997, 2006, 2009, 2011

## Jugadors destacats
- Juan Barbas (1991~1992)
- Mark Bright (1997)
- Gabri (2011~)
- Johnny Leoni
- Gennaro Gattuso
- Alex Song